# 坊城俊定
坊城 俊定（ぼうじょう としさだ）は、鎌倉時代後期の公家。藤原北家勧修寺流吉田家、中納言・吉田経俊の子。官位は参議。能力に富んだ公卿と言われる。

## 生涯
正応元年（1288年）7月11日に参議となる。徳治3年（1308年）8月28日に出家。
延慶4年（1310年）12月4日、死去。

## 系譜
- 父：吉田経俊
- 母：光蓮（治部卿局、宮内卿平業光の娘）
- 妻：宮仕女房
  - 男子：坊城定資(1275-1330)
- 生母不明の子女
  - 男子：坊城俊平(?-?)
  - 三男：吉田国房(1277-1300)
  - 男子：坊城基定(?-?)
  - 男子：俊海
  - 男子：俊助
  - 女子：俊子(?-?)